# Electric Doom Synthesis
Electric Doom Synthesis è il terzo album in studio del gruppo black metal/dark ambient finlandese Beherit, pubblicato nel 1995.

## Tracce
1. Ambush – 5:14
2. We Worship – 1:26
3. Dead Inside – 6:10
4. Beyond Vision – 4:17
5. Deep Night 23rd – 7:08
6. Drawing Down the Moon – 2:56
7. Sense – 10:10
8. Temple – 7:51